# شهاب‌الدین بی‌مقدار
شهاب‌الدین بی‌مقدار (متولد ۱۳۳۲ در ورزقان) سیاستمدار اصلاح طلب و نمایندۀ سابق تبریز، آذرشهر و اسکو در دوره دهم مجلس شورای اسلامی است. او پیش از این نماینده ورزقان در دوره‌های اول و دوم نیز بوده‌است.

## میزان آرا
- دوره اول: تعداد آراء: ۱۴٬۱۰۹ درصد آراء: ۴۹٫۳۰
- دوره دوم: تعداد آراء: ۱۴٬۱۰۹ درصد آراء: ۴۹٫۳۰[۲]
- دوره دهم: تعداد آراء: ۱۱۲٬۳۴۵

## سوابق تحصیلی
- ابتدایی در شهرستان ورزقان
- اول، دوم، پنجم، ششم در دبیرستان امیر خیزی تبریز
- سوم و چهارم دبیرستان دارالفنون تهران
- لیسانس مهندسی مکانیک از دانشگاه علم و صنعت ایران

## سوابق سیاسی
- مبارزات دانشجویی علیه رژیم شاهنشاهی و فعالیت‌های انقلابی در دانشگاه و پادگان[نیازمند منبع]
- شرکت فعال در جلسات انقلابی بزرگان و تلاش بی‌وقفه در به ثمر رساندن پیروزی انقلاب اسلامی
- همراهی با ائتلاف گروه خط امام در مجلس شورای اسلامی
- فعال سیاسی در مجلس اول و دوم در حضور زحمت کشان و سران و بزرگان انقلاب
- ثبت نام برای حزب جمهوری اسلامی در ورزقان
- عضو مجمع نمایندگان ادوار مجلس شورای اسلامی
- اصلاح طلب